# Zbyněk Žalman
Zbyněk Žalman (* 19. června 1920 Častolovice) byl český a československý politik, předseda Československé strany lidové, poslanec České národní rady a Sněmovny lidu Federálního shromáždění za normalizace.

## Biografie
V rodné obci absolvoval základní školu a pak studoval na státní reálce v Kostelci nad Orlicí. V roce 1942 byl totálně nasazen v Německu. Studoval na církevních školách a stal se členem Československé strany lidové. V ČSL postupně získával politické funkce. Jeho kariéra pak vyvrcholila za normalizace. Od roku 1972 byl členem Ústředního výboru ČSL, od roku 1977 člen předsednictva ÚV ČSL.
V listopadu 1981 byl zvolen předsedou Československé strany lidové. V době nástupu do předsednické funkce zastával post tajemníka českého Ústředního výboru Národní fronty. V čele ČSL vystřídal zesnulého Františka Tomana, do kterého část strany vkládala naděje na její aktivizaci. Éra předsednictví Zbyňka Žalmana naopak přinesla útlum a pronikání exponentů Státní bezpečnosti do stranických struktur.
Dlouhodobě zasedal v zákonodárných sborech. Ve volbách roku 1971 byl zvolen do České národní rady. Znovu zvolen byl ve volbách roku 1976 a volbách roku 1981.
Ve volbách roku 1986 zasedl za ČSL do Sněmovny lidu (volební obvod č. 24 - Mladá Boleslav, Středočeský kraj). Ve Federálním shromáždění setrval do prosince 1989, kdy rezignoval na mandát v rámci procesu kooptací do Federálního shromáždění po sametové revoluci.
Koncem listopadu 1989 odstoupil z čela ČSL pod tlakem reformního křídla.